# Alexanderstraße 29 (Darmstadt)
Das Haus Alexanderstraße 29 (ehemals: Ballonplatz 5) ist ein Bauwerk in Darmstadt.

## Geschichte und Beschreibung
Das Haus Alexanderstraße 29 wurde um das Jahr 1590 erbaut.
Das Gebäude besitzt drei Fensterachsen und einen einfachen Schweifgiebel.
In der Mitte des 19. Jahrhunderts wurde dieses Ackerbürgerhaus umgebaut.
Die Toreinfahrt wurde überbaut und mit einem Mansarddach versehen.
Das Erdgeschoss wurde verändert, um es als Verkaufsladen oder Gaststätte nutzen zu können.
1913 konnte die KDStV Nassovia Darmstadt das erste eigene Verbindungshaus am Ballonplatz 5 (heute Alexanderstraße 29) in Darmstadt direkt gegenüber der Hochschule beziehen. Das Verbindungshaus wurde in Folge der nationalsozialistischen Gleichschaltung um 1935 enteignet.
Im Zweiten Weltkrieg wurde das Haus bei Luftangriffen stark beschädigt.
Nach dem Krieg wurde das Gebäude wiederaufgebaut.

## Denkmalschutz
Das Haus Alexanderstraße 29 ist ein typisches Beispiel für den Renaissancebaustil in Darmstadt.
Das Gebäude stammt aus der ersten Alte-Vorstadt-Bauphase.
Aus architektonischen und stadtgeschichtlichen Gründen gilt das Gebäude als Kulturdenkmal.

## Das HausAlexanderstraße 29heute
Im Erdgeschoss befindet sich eine Gaststätte (DA NINO).
In den oberen Etagen befinden sich Wohnungen.